# Vendaval
En general se da el nombre de vendaval a todo viento fuerte que sopla de la mar, como por ejemplo, el suroeste que se experimenta en las costas de España, bastante fuerte en invierno. 
Se llamaban vendavales a los vientos que servían para volver de Indias y eran desde el sur hasta el noroeste. También se llama así al viento del oeste que reina en las costas de Cumaná y Caracas, hasta Nicaragua en los meses de Julio a Diciembre.